# Sminthopsis virginiae
Sminthopsis virginiae е вид бозайник от семейство Торбести мишки (Dasyuridae).

## Разпространение
Видът е разпространен в Австралия, Индонезия и Папуа Нова Гвинея.